# Рок-музика в Росії
Рок-музика в Росії (Російська рок-музика, Російський рок) зародилася в СРСР в другій половині XX століття під впливом світової, насамперед західної, музики.

## Історія

### 1960-і роки

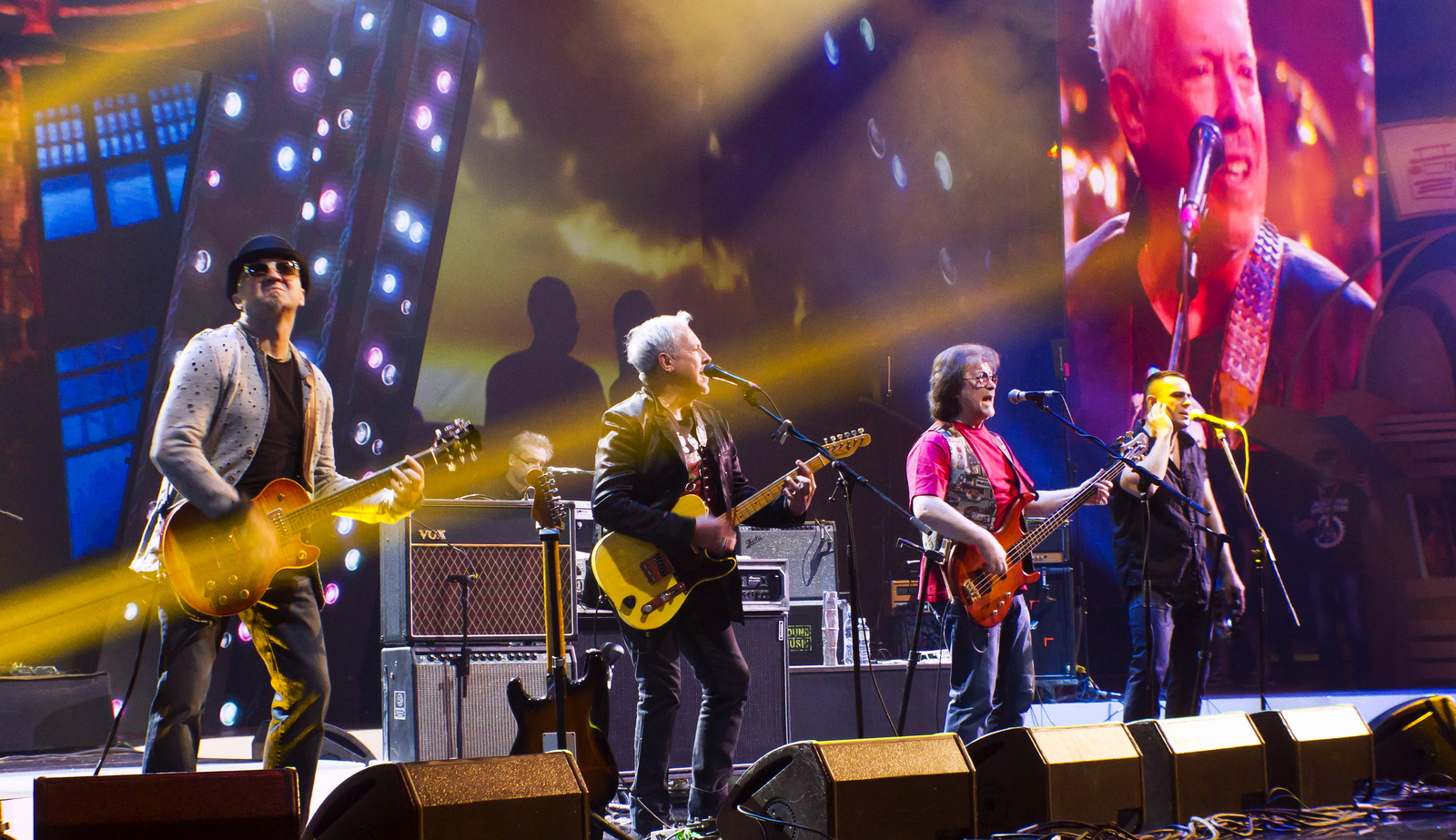
Гурт «Машина времени» (укр. вимова «Машина Врємєні», укр. переклад «Машина Часу»)

Рок в СРСР з'явився в 60-ті. До середини 60-х у Москві та Ленінграді сформувалися перші біт-гурти, що виконували кавер-версії зарубіжних хітів. Серед найраніших гуртів були «Сокол», «Скифы», «Скоморохи» і «Славяне» (гурти Олександра Градського). Одночасно з широким розповсюдженням бітломанії, практично в кожній школі створювався свій рок-гурт. Багато хто з цих колективів потім стали головними особами сцени 70-х («Рубиновая атака», «Удачное приобретение», «Машина времени»). Після завершення вищої освіти музиканти колишніх незалежних гуртів були змушені піти працювати за фахом або вступити в професійний колектив, якими на той момент були ВІА (вокально-інструментальний ансамбль). Але й після розпаду більшості найвідоміших команд 60-х і виїзду за кордон багатьох їх членів, рок-музика продовжувала розвиватися. У 1972 році московський гурт «Оловянные солдатики» записав магнітоальбом «Рассуждения». Також «Оловянные солдатики» записали пісню для мультфільму «Ну, погоди!» — «У попа була собака»).
Родоначальником ленінградської магнітоальбомной ери виявився Юрій Морозов (1973 р.), що описано в книзі Олександра Кушніра «100 магнитоальбомов радянського року», де роботи Морозова помилково названі також і першими альбомами радянського року в принципі (хоча це не так, оскільки на рік раніше це зробили «Оловянные солдатики», а ще в 1969 році це намагалися зробити «Скифы»). Важливим явищем першої хвилі російського року був Єреванський фестиваль, щорічно проходив в 1968-1972 рр. і збирав найбільші московські колективи.

### 1970-ті роки
Паралельно незалежній рок-сцені існувала офіційна (і від того набагато більш відома) сцена радянських ВІА. ВІА виконували музику, близьку до року (наприклад, «Весёлые ребята», «Цветы», «Голубые гитары»), і не дивно, адже в той час в них грали іноді повними складами колишні зірки рока 60-х. Незважаючи на те, що репертуар ВІА проходив твердження на худрадах, що складались з консервативних політпрацівників похилого віку, на початку 70-х на міньйонах виходили кавер-версії «The Beatles», а на концертах всі гурти обов'язково виконували сегмент, який складався з забійних кавер-версій. Співати свої пісні не дозволялося, тому що кожна пісня заносилась в програму, за кожен факт виконання якої автору тексту і музики, що обов'язково був членом Спілки композиторів, перераховувався гонорар. У разі виконання кавер-версій на пісні іноземних виконавців це було робити не потрібно. Гурти, яких це не влаштовувало, воліли вважатися самодіяльними. Однак це позбавляло можливості випускати офіційні платівки. Можливості для концертів це не обмежувало, так як гурти зазвичай були прикріпленими до окремого ВНЗ або факультету, що давало можливість виступати на великій сцені. Найвідомішим місцем виступи рок-гуртів 70-х у Москві став ДК «Енергетик» МЕІ, в якому на одному з концертів винесли чавунні ворота і викликали кінну міліцію для наведення порядку, в той час як хіпі підгодовували коней цукром, що «випадково завалявя в кишенях». У цей період в основному поширювалися не альбомні, а концертні записи, які переписувалися як самвидав від одного власника магнітофона — до іншого. Для московської рок-музики 70-х років було абсолютно нетиповим таке явище ленінградського року, як квартирник, що широко поширився пізніше — у 80-х роках. У Москві, окрім вже згаданих гуртів «Рубиновая атака», «Удачное приобретение», «Машина времени» особливо були відомі «Высокосное лето» (Записали один з рідкісних для 70-х магнітоальбомів), «Автограф», «Воскресение».

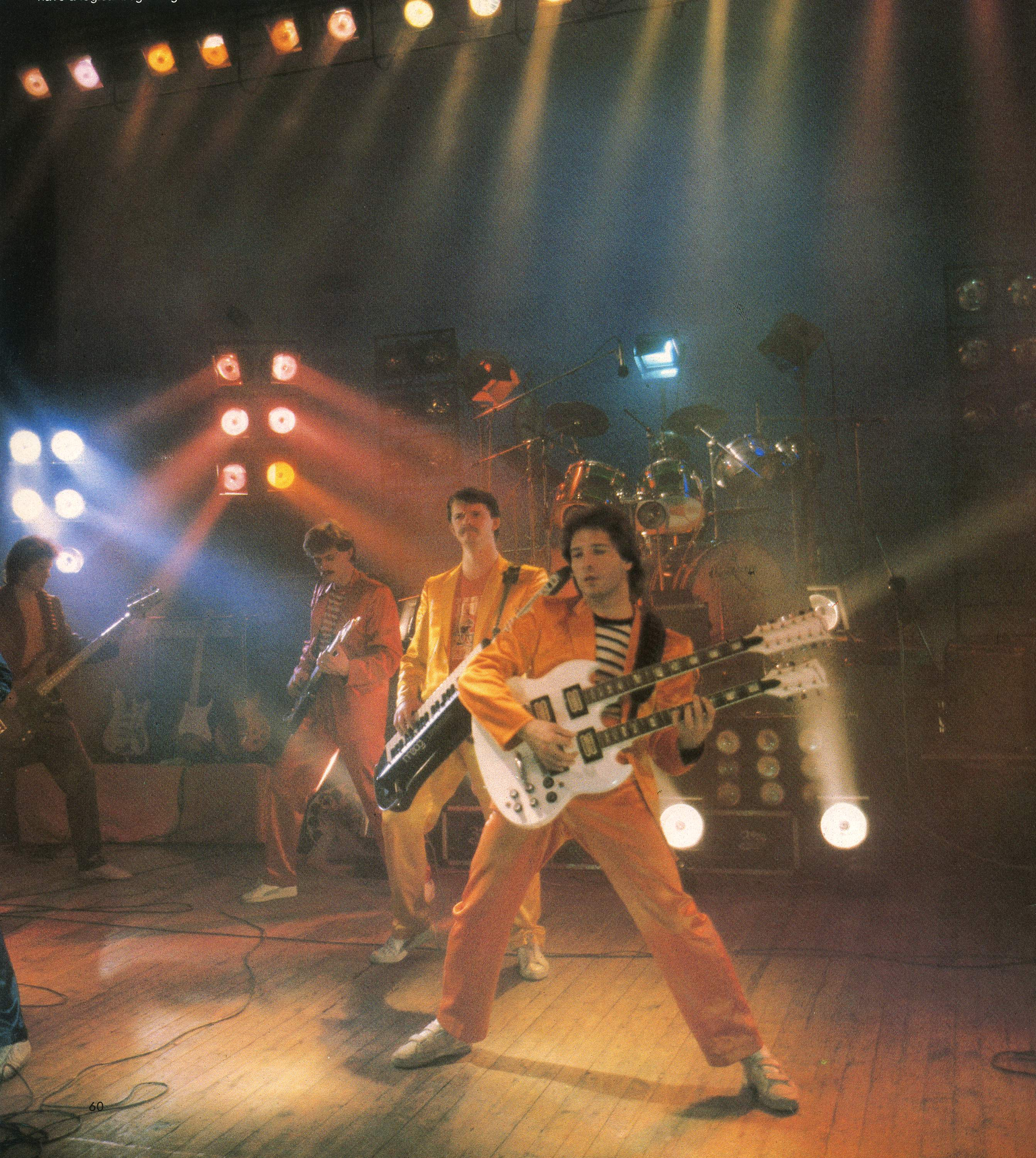
Гурт «Земляне» (укр. вимова «Зємлянє», укр. переклад «Земляни»), фото журналу
«Soviet Life» (США) жовтень 1984

Рок-гурти Ленінграду 70-х, такі як «Мифы», «Россияне», «Санкт-Петербург», «Земляне», теж виступали на сцені виключно в електричному варіанті. Для рок-музики того часу, яка вимагала драйву, виступати в акустичному варіанті було безглуздо. Згідно з велінням часу і домінуванням стилів артрок, хард-рок і прогресив-рок групи 70-х мали відповідне звучання: це були вже згадані «Мифы», «Россияне», «Земляне», «Рубиновая атака», «Удачное приобретение», «Высокосное лето» (у чому можна переконатися в відношення останніх двох згідно з записами — «Удачное приобретение Live'74» і альбом групи «Высокосное лето» — «Лавка чудес» (1978)). Скоріше винятком був звук гуртів «Машина времени», «Оловянные солдатики», «Воскресение», що черпали натхнення безпосередньо в стилях 60-х років, а тому грали в більш м'якому звучанні. Це ж відноситься і до ленінградського гурту «Аквариум». Але помилково вважати, що кордон між роком, ВІА та авторською піснею було важко провести в 70-ті роки. Рок-фани однаково гидливо ставилися і до ВІА, і до бардівської пісні. Однак до 80-х років в світовій музиці з'явилися менш важкі стилі панк, new wave, що по свідченнях першого російського нью-вейв музиканта Василя Шумова (лідера гурту Центр, що виникла в 1980 році) призводило до ненависті з боку молодого покоління і до представників більш старшої хард-рокової генерації.

### 1980-ті роки
До кінця 70-х — початку 80-х в СРСР сформувався повноцінний рок-рух, який почав самоорганізовуватися не без допомоги влади. Щоб упорядкувати стихійний рух, в 1981 році був відкритий Ленінградський рок-клуб, перший рок-клуб в СРСР (під тихим наглядом КДБ). Завдяки рок-клубам, у рок-гуртів вперше з'явилася можливість легально записуватися і давати концерти, а у влади — тримати рокерів під спостереженням. У цей час було проведено перший рок-фестиваль «Тбілісі-80». Деякі гурти отримали доступ до радіо- і телеефіру завдяки програмі «Музичний ринг». Ця «відлига» дала поштовх другій хвилі російського року, особливо ленінградським гуртам в стилі «нью-вейв» — «Кино», «Алиса», «Аукцыон», «Оберманекен», «Странные игры» та ін.
Російський рок пережив важкий період в 1983-85 роках, коли з ініціативи К. У. Черненко на самодіяльні групи почалися гоніння, а організація концертів без участі державного монополіста була прирівняна до приватного підприємництва і загрожувала в'язницею. В цей період від подібних заходів особливо постраждали московські гурти: «Воскресение», «Браво», «Коррозия Металла»; їх концерти припиняла міліція, а окремі з їх учасників навіть побували під арештом (зокрема, Жанна Агузарова («Браво») і Романов Олексій Дмитрович («Воскресение»)).
Тільки в 1985 році була відкрита Московська рок-лабораторія, що дозволила столичним групам легалізувати свою діяльність. А з початком перебудови і гласності в 1985 році у музикантів з'явилася можливість виступати з концертами, не побоюючись кримінального переслідування за підприємництво та дармоїдство. Популярними стають ДДТ, Nautilus Pompilius, Зоопарк і Бригада С.
80-ті в історії російського року можна порівняти з пізніми 60-ми в зарубіжній рок-музиці. У містах СРСР були створені рок-клуби, сформувалися відомі, і частково діючі й до сьогодні рок-гурти (див.: Гурти російського року), з'явилися люди, що почали писати про рок-музику (Артем Троїцький, Олександр Житинський), пройшли великі рок-фестивалі («Літуаніка» — 1985-89, «Подольськ» — 1987), «Сирок» та ін. Прототипом російської рок-музики 80-х стала англо-американська рок-музика, а саме, такі її напрями як хард-рок, хеві-метал, «нова хвиля », а також панк-рок і частково пост-панк.
Багато пісень класичних російських рок-груп писалися і іноді виконувалися під акустичну гітару як авторська пісня. Це відбувалося в першу чергу на неофіційних концертах і «квартирниках». Таким чином, багато колективів 80-х були, в деякому розумінні, групою супроводу поета-пісняра. Часто гурти формувалися навколо такого автора текстів (а іноді і музики), який зазвичай вважався «лідером» і, так само як і гурт, ставав широко відомий. Такі персоналії нижче вказані в дужках після назв груп.

#### Регіональні сцени
Незважаючи на те, що захоплення рок-музикою в СРСР було повсюдним, до кінця 80-х оформився ряд центрів радянського рок-руху, що помітно відрізнялися один від одного як за стилем, так і за організаційним особливостям. Перш за все виділяються три найбільших центру російського року — Москва, Ленінград (Санкт-Петербург) та Свердловськ (Єкатеринбург) .
- Ленінград (Санкт-Петербург). У 1981 році в Ленінграді був створений Ленінградський рок-клуб, в який увійшли такі гурти, як «Пикник» (Едмунд Шклярський), «Зоопарк» (Майк Науменко), «Секрет» (Максим Леонідов, Микола Фоменко), «Мифы» (Геннадій Баріхновський), «Санкт- Петербург» (Володимир Рекшан), «НОМ» (Андрій і Сергій Кагадєєві), «Автоматические удовлетворители» (Андрій «Свин» Панов), «Объект насмешек» (Олександр «Рикошет» Аксьонов), «Бригадный подряд» (Микола Михайлов). Особливо культовий статус серед шанувальників отримали гурти «Аквариум» (Борис Гребенщиков), «Кино» (Віктор Цой), «Алиса» (Костянтин Кінчев), «Аукцыон» (Леонід Федоров) та «ДДТ» (утворилася в 1980 році в Уфі, Юрій Шевчук). Серед інших значних колективів були «Телевизор» (Михайло Борзикін), «Оберманекен» (Анжей Захаріщев фон Брауш), «Нуль» (Федір Чистяков), а також рок-бард Олександр Башлачев. Ленінградський рок являв собою добре організоване співтовариство, центром якого був рок-клуб, більшість активних членів якого добре знали один одного. Особливу роль в клубі грали Андрій Тропилло, який створив фактично першу в СРСР приватну студію звукозапису, і Борис Гребенщиков, який був центральною фігурою пітерської рок-тусовки. Музика більшості гуртів, як правило, являла собою аранжування пісень в акустичному виконанні, що дозволяло без особливих проблем виконувати їх на «квартирниках» і наближало пітерські групи до «традиційного» року 60-х. У той же час для ленінградської рок-тусовки був характерний великий інтерес до інших видів мистецтва — літератури, театру і кінематографу. Зустрічалися і металеві групи: «Август», «Фронт», «Союз».
- Москва, в якій в 1985 році була створена «рок-лабораторія» при Будинку Культури ім. Горбунова. Найвідоміші московські групи: «Машина времени» (Андрій Макаревич), «Воскресение» (Олексій Романов), «Карнавал» (Олександр Барикін), «Звуки Му» (Петро Мамонов), «Вежливый отказ» (Роман Суслов), «Бригада С» (Гарік Сукачов), «Ва-БанкЪ» (Олександр Ф. Скляр), «Небо іи земля» (Володимир Сігачов), «Крематорий» (Армен Григорян), «Браво» (Євген Хавтан). У Московській рок-лабораторії також стали з'являтися перші електронні рок-групи, такі як «Центр» ( Василь Шумов), «Ночной проспект», «Биоконструктор» та інші. Для столичної рок-музики (особливо, її першої хвилі) була характерна рання комерціалізація, що частково пояснювало те, що «Горбушка» була швидше центром неформальній рок-культури, ніж якоюсь стрижневою організацією для музикантів. Більшість московських рок-гуртів існували самі по собі й формували свій власний, ні на що не схожий стиль, як правило, що вирізнялося підкресленою несерйозністю і поблажливим ставленням до реальності. Ці якості досягли розквіту в 1990-ті роки і сприяли популярності таких гуртів, як «Тайм-Аут», «Несчастный случай »,« Манго-Манго », «Ногу свело!» та ін. Крім гуртів, виконуючих «класичний» рок, в 80-ті роки в Москві з'явився ряд колективів, що грали «метал» (хеві-метал): «Ария», «Мастер», «Черный кофе» (Дмитро Варшавський), «Круиз» (Валерій Гаїна), «Черный обелиск» (Анатолій Крупнов) та «Коррозия Металла» (Сергій "Паук" Троїцький).
- Свердловськ (Єкатеринбург). У 1986 році був заснований Свердловський рок-клуб. Відомі групи з регіону: «Урфин Джюс» (Олександр Пантикін), «Отражение» (Сергій Кондаков), « Ассоциация» (повна назва — «Ассоциация содействия возвращению заблудшей молодёжи на стезю добродетели», Олексій Могилевський), «Наутилус Помпилиус» (В'ячеслав Бутусов), «Чайф» (Володимир Шахрін), «Настя» (Анастасія «Настя» Полева), «Агата Кристи» (Вадим і Гліб Самойлови), «Апрельский марш», «Группа Максима Ильина» (Максим Ільїн). Свердловська рок-тусовка була відносно нечисельною, і особливу роль у ній мали поети-піснярі Ілля і Євген Кормільцеві. Уральський рок випробував сильний вплив зарубіжних груп 70-х років (у тому числі психоделічного року), велику роль відігравали клавішні, музика не була призначена для акустичного виконання, відрізнялася складністю аранжувань.
- Сибір: «Гражданская оборона» (Єгор Лєтов), «Инструкция по выживанию» (Роман Неумоєв), «Кооператив Ништяк» (Кирило Рибьяков), «Калинов мост» (Дмитро Ревякін), Янка. Сибірська рок-спільнота була периферійною і не мала єдиного центру. У 80-ті роки вона була представлена в основному напрямом, який його учасники називали панк-роком. Радянський сибірський панк-рок спирався не тільки на англо-американський панк-рок, але і на пост-панк, гаражний рок, психоделію і навіть частково на фолк-рок, і являв собою окреме культурне явище, що продовжувало існувати в андеграунді і в 1990-ті роки і справило великий вплив на молодіжну субкультуру.
- Вороніж, де була утворена легендарний рок-гурт Сектор Газа (Юрій «ХОЙ» Клинських), перший в СРСР рок-гурт, що виконував рок-музику з елементами слов'янської містики, російського фолку і сільської лірики з елементами західного панк-року, хард-року, і металу. Неформально стиль часто називають «колгоспним роком» або «колгоспним панком». На думку критиків, стилістично Сектор Газа вплинув на такі рок-групи, як Красная Плесень, Ленинград, Король и Шут, Электрозомби тощо.
- Харків, де з кінця 80-х проводяться рок-фестивалі. Найбільш відоми рок-гурт з Харкова — «Разные люди» (Олександр Чернецький), в 1989-1994 роках другий солістом і автором пісень в якій був також Сергій "Чиж" Чиграков. Певною популярністю в Харкові і суміжних землях користувалися гурти «Шок», «Ранок», «Противага», «Фабрика», «КПП» (спочатку скорочено «КровьПролітПросвет») заснований у 1988 вже доволі відомою в українських рок-н-рольних колах людиною — Сергієм «Сером» Щелкановцевим. Деякі харківські рок-гурти виконували свої пісні українською або англійською (як рок-гурт «Дощ») мовами. Найбільш відомим музичним критиком у харківської рок-середовищі був Сергій Коротков [2]. Розвитку рок-середовища міста також сприяло «Радіо-50» — можливо, перша приватна радіостанція в СРСР.
- Іваново Найбільш відома група «Сейф» (Микола Ковальов), що утворилася в Палеху в середовищі художників в 1987 році, на даний момент, яка записала більше трьох десятків альбомів, і породила під-напрямок «Палехськая хвиля» («Отруєний сад», «Корабель снів», «Жерміналь»). У 1989 році в Іваново під керівництвом Євгена Розенсона утворилася «Асоціація івановських музикантів» (аналог рок-клубу), і пройшов перший рок-фестиваль. Найбільш цікаві групи: «Сейф», «Танцы на воле», «Дети Петра», «Палата № 6». «Асоціація» проіснувала недовго. У 1993 році під керівництвом Миколи Хомського організувався «Іванівський рок клуб» і його фестиваль «Рок-лютий». З'явилися групи: «deГенераторс» (надалі переїхала до Пітера, і працювала з Хвостом над альбомом «Могила-live»), «-30», «Ска'N'ворд» та ін.

#### «Червона хвиля»
У 1986 в США вийшов подвійний альбом «Red Wave» («Червона хвиля») із записами ленінградських груп «Аквариум», «Странные игры» , «Алиса» і «Кино», що посприяло розвитку російського року та інтересу до радянської рок-культури за межами СРСР. Випуск альбому став можливий багато в чому завдяки Джоанні Стінгрей — американці, яка багато бувала в СРСР і активно цікавилася радянським роком (вона навіть вийшла заміж за гітариста гурту «Кино» Юрія Каспаряна).

### Кінець 1980-х - початок 1990-х
Кінець 80-х ознаменувався остаточним виходом російського року з підпілля. Були зняті кілька фільмів, що стали невід'ємною частиною російської рок-культури: «Взломщик» (1986) з Костянтином Кінчева, «Голка» (1988) з Віктором Цоєм, «Асса» (1987) з «Аквариумом» та іншими, «Таксі-блюз» (1989) з Петром Мамоновим, а також короткометражка «Йя-хха» за участю вищеперелічених рок-музикантів.
Радянські рок-гурти отримують можливість давати концерти, записувати і випускати альбоми в інших країнах, співпрацювати із закордонними музикантами. Гурт «Кино» здійснив в 1988-89 роках турне по Франції, Італії і Данії, «Звуки Му» випустили у Великій Британії альбом «Zvuki mu» (продюсер: Брайан Іно) і з'їздили в турне по Англії і США. Лідер «Аквариума» Борис Гребенщиков записав у США англомовний альбом «Radio Silence» спільно з Девідом Стюартом (Eurythmics) за участю Енні Леннокс (Eurythmics) та Кріссі Хайнд (The Pretenders).
З цього моменту створювалися численні нові гурти, дорога яким була вже відкрита. У Росії вперше почули про групу «Агата Кристи», що грала психоделічний пост-панк з елементами готик-року а, на початку 1990-х років це був найпопулярніший рок-колектив у Росії. Також з'явилися проекти, такі як «Смысловые галлюцинации», «Ва-БанкЪ», інструментальний ансамбль «Ноль» і рок-н-рол група «Ногу свело!».
Як протестна субкультура російський рок втратив своє значення з кінця 80-х, коли після легалізації рок-музики вона почала ставати частиною зароджуваного російського шоу-бізнесу. Це привело до виділення з рок-середовища обмеженого числа «зіркових» колективів, здатних збирати великі майданчики. Інтерес масового слухача до решти російським рок-виконавцям пішов на спад, багато з них припинили свою діяльність у зв'язку зі смертю засновників, від'їздом за кордон або небажанням працювати разом. Так розпалися «Автограф», «Кино», «Nautilus Pompilius», «Gorky Park», «Зоопарк», «Секрет», «Круиз», «Диалог».
Серед тридцяти виконавців, що ввійшли в перші п'ять випусків серії альбомів-збірок «Легенди російського року», активну діяльність до середини 2000-х років вели лише близько половини.

### Рок-музика в Росії. 1990-і і сучасність

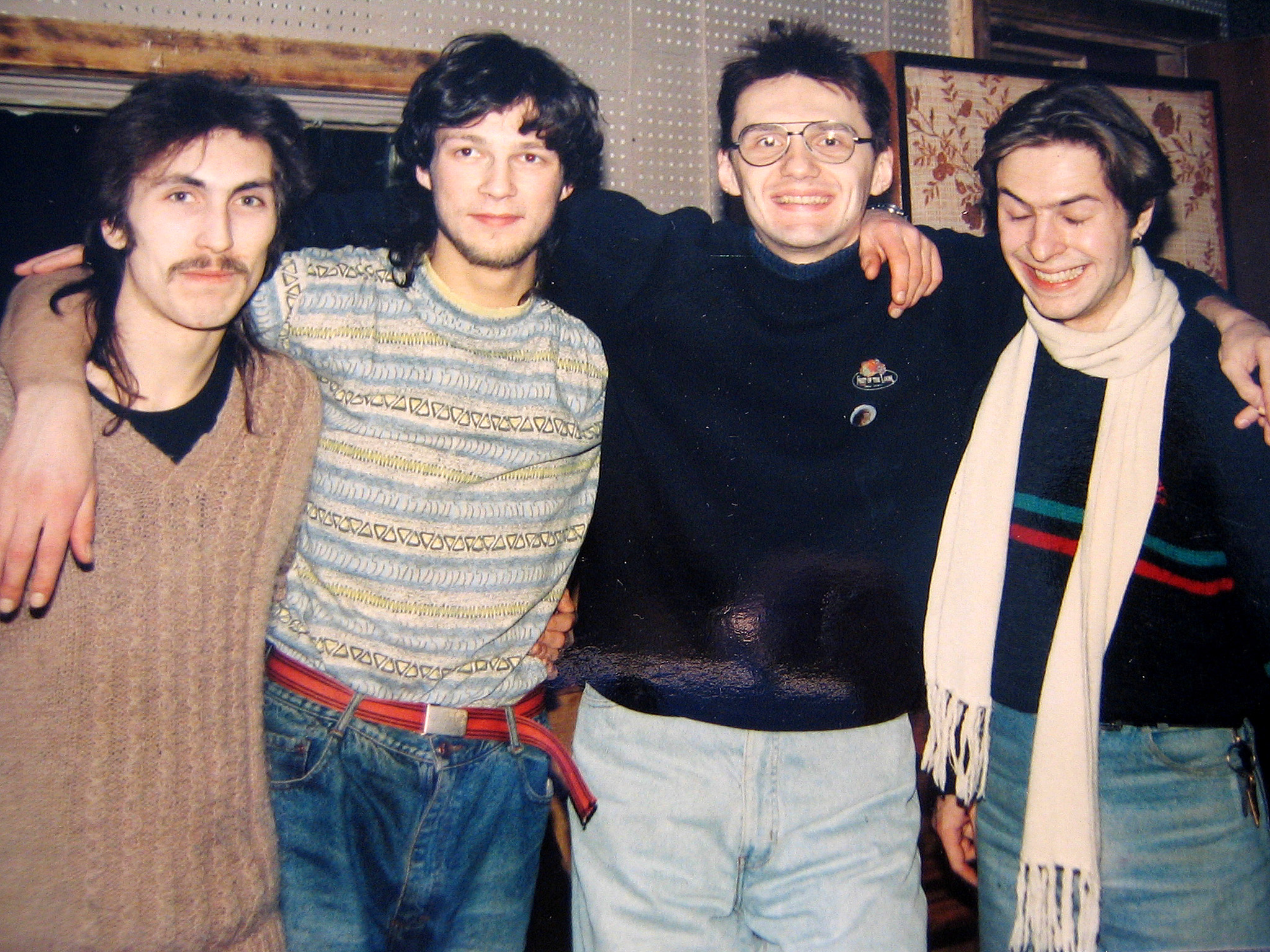
Гурт «Ноль»

За звучанням російський рок до середини 90-х (приблизно з 1993 року) знову наблизився до світової музики, фактично влившись у її різні напрямки вже без того відставання, яке було неминучим у часи залізної завіси. Музику деяких російськомовних рок-груп 90-х і 2000-х іноді характеризують як «рокапопс» (натяк на британський жанр «брітпоп»), найбільш яскравим представником якого є заснована у Владивостоці група «Мумий Тролль».
У 90-х роках багато гуртів офіційно перевидають старі альбоми, раніше випущені неофіційно як самвидав. Фірма «Мороз Рекордс» випустила велику серію збірників під назвою «Легенди російського року», в якій вийшли ретроспективні збірні альбоми більшості відомих радянських рок-гуртів і музикантів.
Засоби масової інформації стали відігравати велику роль у розвитку рок-музики. Хоча більшість телеканалів і радіостанцій майже ігнорує сучасні російські рок-гурти, в 90-х і 2000-х з'являються ЗМІ, що спеціалізуються на цій музиці. Це «Наше радіо», телеканал «О2ТВ», «Радіо Максимум», журнал «Fuzz» та інші.
У російській рок-музиці продовжилося розвиток жанрів, популярних закордоном, з поступовим поділом єдиного руху на них. З'явилася велика кількість колективів, які виконують панк і гранж («Король и Шут», «Lumen», «Пилот», «Наив», «Тараканы!», «7раса», «Небо Здесь», «Хуго-Уго») і брітпоп («Мумий Тролль», «Би-2», «Сплин», Земфира, «Три дня дождя (гурт)» « Маша и Медведи», «Чичерина», «Танцы Минус», «Собаки Качалова»). «Важка» сцена розширилася з появою сучасних виконавців пауер- і симфо-металу («Эпидемия», «Catharsis», «Mechanical Poet»). Також всеросійської популярності добилися рок-групи «несерйозною», комедійної спрямованості — «Жуки», «Манго-Манго», «Запрещенные Барабанщики», «Несчастный Случай», «Тайм-Аут».
В середині 1990-х з'явився російський альтернативний рок, який залишається популярним і до наших днів. Спочатку, це були репкор і тріп-хоп, які швидко «в'їлися» у культуру як російського року, так і хіп-хопу. Серйозний поштовх у бік альтернативи зробили групи «Дубовый ГаайъДубовый Гаайъ» (Дельфин), «Кирпичи», а також група «Сектор газа», де «Хой» використовував репкор в 1990-х. У 2000-х з'явилася широка альтернативна сцена — інді-рок, ню-метал, емокор, металкор — такі як «Amatory» , «Jane Air», «Психея», «##### (5diez)», «Grenouer», «KanZer», «Apshell», «Слот», «Мои Ракеты Вверх», «Stigmata», «Rashamba» і безліч інших . До зміни головного продюсера в середині 2011 року телеканал «A-One» активно просував цю сцену, заснувавши премію «RAMP», зараз головним напрямком каналу є реп та хіп-хоп .
З 2000 року поступово набирає обертів розвиток російської блюзового і блюз-рокового напряму в музиці. Особливістю його є збереження традицій та привнесення російських особливостей в виконавські тенденції. Важливим елементом є глибокі і часом філософські тексти. Явищем в російській блюзі стали такі групи як «Юкон», «Дорога на Миссисипи», «Блюз Анклав», «Бабушкины сказки».
Фолк-рок отримав новий розвиток, зблизившись, з одного боку, з менестрельською піснею («Мельница», «The Dartz», «Theodor Bastard»), а з іншого боку — з так званим скандинавським фолк-роком («Спадщина вагантів», «Тролль гнёт ель», «White Owl», «Tintal»). Частина груп орієнтована на фольклорні традиції народів Росії: «Ярос» (слов'янський фолк-рок), «H-Ural» (хантийський електрофолк), «Буготак» (бурятський етно-рок), «Лунная Охота» (слов'янський обрядовий фолк) та ін.
Останні часом все більше і більше з'являється гуртів, що мають явний ухил в готику (дарк-вейв, сінті-поп, а так само активізація старих вітчизняних пост-панк команд 80-90-х. Найбільш яскравими представниками так званої "Російської темної сцени" є гурти Otto Dix, Roman Rain, Глеб Самойлоff & The Matrixx (Агата Кристи), Ю-Питер.

## За межами Росії
Іноді до так званого російського року відносять себе деякі російськомовні групи за межами Росії, а також різні групи в країнах колишнього СРСР, на які вплинув російський рок. Наприклад, такі рок-групи як «Адаптация», які, незважаючи на перебування в Казахстані (Алма-Ата і Актюбінськ), мають повне право називатися російським роком. У зв'язку з цим виникла назва «радянський рок», так як, по більшій частині, гурти колишнього СРСР за звучанням — саме те, що називають російським роком.
Є гурти, створені російськомовними емігрантами в Ізраїлі, Німеччини, США і Канаді в більшості своїй аматорські і практично не відомі.

### Україна
В Україні рок розвивався з часів СРСР. Найбільш відомі гурти — такі як «Воплі Відоплясова», «Океан Ельзи», «Брати Гадюкіни», «Друга Ріка» і багато інших — протягом 1980-х — 2000-х років сформували самобутній український рок, проте і російський рок представлений у творчості музикантів України теж досить яскраво. Зокрема, це такі гурти як:
- «Братья Карамазовы» (укр. вимов. «Братья Карамазови», укр. переклад «Брати Карамазови»)
- «Мы100»
- «ТОЛ»
- «Хламида»
- «Двойной Смысл» (укр. вимов. «Двайной Смисл», укр. переклад «Подвійний Сенс»)
- «MARVEL»
- «Дороги меняют цвет» (укр. вимов. «Дароґі мєняют цвєт», укр. переклад «Дороги міняють колір»)
- «777».

З російськомовних пісень починала свій шлях група «Кому вниз» (альбом «Падая верх»), окремі російськомовні пісні є в гурту «Воплі Відоплясова». Дуже багато початківців і молодих українських рок-гуртів співають російською. В основному на півдні, Донбасі, центрі та півночі. Зокрема такий гурт, як «5'nizza» та інші.
Свій внесок до російського року зробили також композитори С. Зажитько і С. Пілютіков, які у 2016 році видали альбом «Дважды рожденный», що в містить 8 пісень у цьому жанрі

### Фінляндія
Попри те що Фінляндія не входила до складу СРСР, т.з. російський рок залишив свій слів і в цій країні у вигляді гуртів:
- Folkswagen
- KYPCK
- Princessa Avenue

### Білорусь
Найбільш яскравими представниками т.з. російського року в Білорусі є наступні гурти:
- Ляпис Трубецкой (укр. вимов. «Ляпіс Трубєцкой», укр. переклад «Ляпіс Трубецький»)
- АвангардШкола
- Сердце Дурака (укр. вимов. «Сєрдце Дурака», укр. переклад «Серце Дурня»)

## Особливості
Хоча серед так званого російського року існують всі ті ж жанри і стилі, що і в світовому, у нього є і свої, національні, особливості, пов'язані з використанням російського мелосу. Крім того, російський рок робить акцент на поезію і подачу тексту . Іноді «російський рок» розглядають як окремий жанр в музиці або в поезії.